# Cratere Cortese
Cortese è un cratere sulla superficie di Venere. Deve il suo nome ad Isabella Cortese (fl. 1561), esperta di cosmesi e scrittrice italiana.